# Ukabubaku
『ukabubaku』（うかぶばく）は、2022年12月7日にNEHAN RECORDSよりリリースされたパスピエのメジャー8枚目のフルアルバム。

## 概要
前作『ニュイ』から約1年ぶりのフルアルバム。通常盤と初回限定盤、ファンクラブ限定で初回限定盤とオリジナルTシャツがセットのP.S.P.E盤（BOX仕様）が発売。初回限定盤とP.S.P.E盤には「2022年6月5日 PSPE Billboard Live Tour 2022 “table” at Billboard Live TOKYO -2nd stage-」を収録したBlu-ray Discが付属。
アルバムタイトルは、収録曲のコンセプトが強いので、逆に記号的な回文タイトルにしようと成田が考えていたところ「獏」のレコーディングがあり、そこから閃いた。

## 収録曲
| 全作詞: 大胡田なつき、全作曲: 成田ハネダ、全編曲: パスピエ。 |                    |              |            |      |
| #                                                            | タイトル           | 作詞         | 作曲・編曲 | 時間 |
| 1.                                                           | 「微熱」           | 大胡田なつき | 成田ハネダ | 4:52 |
| 2.                                                           | 「浮遊層」         | 大胡田なつき | 成田ハネダ | 3:12 |
| 3.                                                           | 「発色」           | 大胡田なつき | 成田ハネダ | 3:18 |
| 4.                                                           | 「4×4」            | 大胡田なつき | 成田ハネダ | 3:49 |
| 5.                                                           | 「メタ」           | 大胡田なつき | 成田ハネダ | 4:26 |
| 6.                                                           | 「ニュータウン」   | 大胡田なつき | 成田ハネダ | 3:24 |
| 7.                                                           | 「スピカ」         | 大胡田なつき | 成田ハネダ | 4:16 |
| 8.                                                           | 「四月のカーテン」 | 大胡田なつき | 成田ハネダ | 3:59 |
| 9.                                                           | 「獏」             | 大胡田なつき | 成田ハネダ | 3:40 |
| 10.                                                          | 「かはたれ時に」   | 大胡田なつき | 成田ハネダ | 3:11 |
| 11.                                                          | 「もののけだもの」 | 大胡田なつき | 成田ハネダ | 3:15 |
| 合計時間:                                                    | 合計時間:          | 41:22        |            |      |

## 特典Blu-ray Disc
初回限定盤とP.S.P.E盤に付属。「2022年6月5日 PSPE Billboard Live Tour 2022 “table” at Billboard Live TOKYO -2nd stage-」を収録。
| 全作曲: 成田ハネダ、全編曲: パスピエ。 |                              |                          |            |
| #                                      | タイトル                     | 作詞                     | 作曲・編曲 |
| 1.                                     | 「オレンジ」                 | 大胡田なつき             | 成田ハネダ |
| 2.                                     | 「チャイナタウン」           | 大胡田なつき             | 成田ハネダ |
| 3.                                     | 「グラフィティー」           | 大胡田なつき             | 成田ハネダ |
| 4.                                     | 「ミュージック」             | 大胡田なつき、成田ハネダ | 成田ハネダ |
| 5.                                     | 「ONE」                      | 大胡田なつき             | 成田ハネダ |
| 6.                                     | 「BLUE」                     | 大胡田なつき             | 成田ハネダ |
| 7.                                     | 「現代」                     | 大胡田なつき、成田ハネダ | 成田ハネダ |
| 8.                                     | 「まだら」                   | 大胡田なつき             | 成田ハネダ |
| 9.                                     | 「もののけだもの」           | 大胡田なつき             | 成田ハネダ |
| 10.                                    | 「花」                       | 大胡田なつき             | 成田ハネダ |
| 11.                                    | 「とおりゃんせ」             | 大胡田なつき             | 成田ハネダ |
| 12.                                    | 「始まりはいつも」           | 大胡田なつき             | 成田ハネダ |
| 13.                                    | 「恐るべき真実」             | 大胡田なつき             | 成田ハネダ |
| 14.                                    | 「4×4」                      | 大胡田なつき             | 成田ハネダ |
| 15.                                    | 「正しいままではいられない」 | 大胡田なつき、成田ハネダ | 成田ハネダ |

## 楽曲解説
1. 微熱
  - 2022年10月5日配信リリース。
  - 最初に作ったサビのクラシックの和声進行のようなシンプルなメロディが、バンドサウンドとの時代の対比になって面白いと思いそこから広げて作った[1]。
  - 歌詞は中原中也の作品から書いている[1] 。
2. 浮遊層
  - 2022年10月19日配信リリース。
  - ルイスコール、サンダーキャット、モノネオンなどに影響を受けて制作。アッパーな2ビートのドラムにゆったりとしたハーフテンポのボーカルを乗せリズムで幅を出した[1]。
3. 発色
  - 2022年11月16日配信リリース。
  - バンドアンサンブルを意識した。次曲「4×4」とサビ前半のリズムがほぼ一緒で拍の裏打ちでスピード感を出している[1]。
  - 仮タイトル「スイッチ」[2]。
4. 4×4
  - 2022年6月8日配信リリース。
  - 「フォーバイフォー」と読む。タイトルは4つ打ちEDMと16ビートファンクの要素を組み合わせて作られたところに由来。仮タイトルがそのまま本タイトルになった[1]。
  - ダフト・パンクや2000年以降のシンセポップバンドに影響を受けており、“バンドで作るEDM・トラックミュージック”がテーマにある[1]。
  - MBS/TBSドラマイズム『ロマンス暴風域』エンディングテーマ。
5. メタ
  - ニュー・オーダーのようなショートリバーブがかかったビートと昭和歌謡の雰囲気を混ぜた曲[1]。
6. ニュータウン
  - 手癖で赴くまま弾いたピアノから制作。その鮮度を薄めないように前後のパートはバンド用のコードアレンジはしないで、ピアノとボーカルだけでフリーテンポの一発録り。中間部のバンド部分はオーケストラの大太鼓の音色で打ち込みをして神秘的にした[1]。
7. スピカ
  - 2022年8月24日配信リリース。
  - リズムやコードの楽器パートは必要最低限のシンプルにし、歌の音階で表現の幅をつけた[1]。
8. 四月のカーテン
  - 「スピカ」同様シンプルな構造の曲だが、対して歌のリズムとノリで表現の幅をつけている[1]。
  - 歌も含めた全パートを実際のBPMより落としてレコーディングし、ひとつひとつのフレーズを切り出し実際のBPMに貼り合わせている（「まだら」のピアノ部分でも使われた手法）[1]。
9. 獏
  - 原点回帰で結成当初に意識していた“バンドだけどバンドっぽくないサウンドワーク”で制作[1]。
  - 仮タイトル「心」[2]。
10. かはたれ時に
  - 2022年11月2日配信リリース。
  - なんとなく作ったフリーテンポのサビを4分の4拍子に整理せず、そのまま再現したらどうなるかというきっかけで制作。その結果8分の9拍子と8分の12拍子の複合拍子となった[1]。
  - 「四月のカーテン」と同じく、歌も含めた全パートを実際のBPMより落としてレコーディングし、ひとつひとつのフレーズを実際のBPMに貼り合わせている[1]。
11. もののけだもの
  - 2022年4月14日配信リリース。
  - 打ち込みのトラックをどこまでアッパーに仕上げられるか、というコンセプトで制作[2]。

## クレジット
- 大胡田なつき：ボーカル
- 成田ハネダ：キーボード、プログラミング
- 三澤勝洸：ギター
- 露崎義邦：ベース
- 佐藤謙介：ドラムス（#1、3、4、9）